# Yanis Massolin
Yanis Massolin (* 20. September 2002 in Moulins) ist ein französisch-algerischer Fußballspieler, der bei Francs Borains spielt.

## Karriere
Massolin begann seine fußballerische Karriere 2009 in seinem Geburtsort bei der AS Moulins. Im Sommer 2015 wechselte er zum FC Évian Thonon Gaillard und bereits ein Jahr später zur US Annemasse Gaillard. Im Sommer 2018 wechselte er in die Schweiz zum FC Meyrin und wurde für die Saison 2019/20 an den FC City verliehen. 2021 schloss er sich der AS Yzeure, einem französischen Viertligisten. Dort spielte er in der Saison 2021/22 elfmal in der National 2 und einmal in der Coupe de France. Zur Saison 2022/23 wechselte er zum Erstligisten Clermont Foot. Am 23. Oktober 2022 (12. Spieltag) debütierte er in der Ligue 1 nach Einwechslung bei einer 1:3-Niederlage gegen Stade Brest. Im September 2023 verließ der Spieler Frankreich und schloss sich Francs Borains aus der zweiten belgischen Liga an.

## Familie
Massolins Vater kommt aus Martinique und seine Mutter kommt aus Algerien.